# 하야시야 가메지로
하야시야 가메지로(일본어: 林屋 亀次郎, 1886년 6월 1일~1980년 5월 4일)는 3선 참의원 의원을 지낸 일본의 정치인이다.

## 생애
1886년 6월에 지금의 이시카와현 가나자와시에서 태어났다. 제다업에 종사하는 집안에서 8남으로 태어나 가나자와시립 상업학교를 나왔다. 1930년에 당시로서는 드물게 철근 콘크리트로 상업용 건물을 지었다. 이 건물엔 미쓰코시 가나자와점이 입주했다. 5년 뒤 계약이 종료되자 미쓰코시가 퇴거했고 이후 마루코시백화점을 개업했다. 하지만 1943년 12월 전시 통합에 의해 미야이치다이마루 백화점과 합병해 다이와백화점으로 통합되었고 하야시야는 초대 회장에 취임했다. 이때 사장에 취임한 이무라 도쿠지는 훗날 하야시야와 참원선에서 맞붙어 하야시야를 패배시킨다.
이후 호쿠리쿠 철도 초대 사장, 가나자와상공회의소 의장, 이시카와현상공회의소 의장, FM 도쿄 대표이사 회장 등을 지냈다.
1947년 다이와백화점 회장을 사직한 뒤 참원선에 민주당 공천을 받고 출마해 당선됐다. 이후 국민민주당에 참여했다가 신정 클럽과 통합해 개진당을 창당할 땐 참가하지 않고 자유당으로 당적을 옮겼다. 1952년 제4차 요시다 내각에서 무임소대신을 맡아 입각했는데 이때 고향인 이시카와현의 가호쿠군 우치나다촌(지금의 우치나다정)에 주일 미군의 사격장이 들어서는 걸 허가했다. 이에 대한 주민들의 반대 운동이 극심했고 1953년 참원선에서 현역 각료임에도 낙선의 고배를 마셨다. 하지만 3년 뒤 참원선에서 당선돼 정계에 복귀했다.
1957년 2월에 사회복지법인에 10만 엔을 기부했고 이 공로를 인정받아 5월에 감수포장을 수훈했다. 1962년 10월과 11월에는 이시카와현 사회사업공동모금을 위해 각각 50만 엔과 10만 엔을 기부해 다음 해 4월과 6월에 또 감수포장을 수훈했다. 1964년 가을에 훈2등 욱일중광장을 수훈했고 1965년 8월 이시카와현 사회사업공동모금을 위해 100만 엔을 기부해 1966년 4월에 감수포장을 수훈했다. 1972년 가을에 훈1등 서보장을 수훈했다.
1961년부터 1965년까지 참의원 의원회장을 지냈다. 1968년 참원선에 낙선한 뒤 정계를 은퇴했고 1973년 4월에 학교법인 마쓰유키 학원 설립준비위원회를 발족시켜 1975년 11월에 마쓰유키 학원 이사장이 돼 호쿠리쿠 대학 개교에 힘썼다.
1980년 5월에 향년 93세로 사망했다. 사후에 정3위에 추서됐다.

## 역대 선거 기록
|  | 40.71% |

|  | 46.57% |

|  | 68.52% |

|  | 55.69% |

|  | 32.26% |